# Berliner Theatertreffen 1970 bis 1979
Sämtliche zum Berliner Theatertreffen eingeladenen Inszenierungen von 1970 bis 1979:

## 7. Theatertreffen 1970
- Basler Theater – Samuel Beckett – Warten auf Godot – Regie: Hans Bauer
- Schiller Theater Berlin (Werkstatt) – Samuel Beckett – Das letzte Band – Regie: Samuel Beckett
- Schiller Theater Berlin (Werkstatt) – George Tabori – Die Kannibalen – Regie: Martin Fried und George Tabori
- Schiller Theater Berlin – Friedrich Schiller – Kabale und Liebe – Regie: Hans Hollmann
- Theater Bremen – Johann Wolfgang von Goethe – Torquato Tasso – Regie: Peter Stein
- Deutsches Schauspielhaus Hamburg – Johann Wolfgang von Goethe – Clavigo – Regie: Fritz Kortner
- Bayerisches Staatsschauspiel München – William Shakespeare – Was ihr wollt – Regie: Johannes Schaaf
- Staatstheater Stuttgart – John Hopkins – Diese Geschichte von Ihnen – Regie: Peter Palitzsch
- Volkstheater Wien – Wolfgang Bauer – Change – Regie: Bernd Fischerauer
- Schauspielhaus Zürich – Edward Bond – Early Morning – Regie: Peter Stein

## 8. Theatertreffen 1971
- Forum-Theater Berlin – Peter Handke – Das Mündel will Vormund sein – Regie: Hans Peter Fitzi
- Schaubühne am Halleschen Ufer Berlin – Peter Handke – Der Ritt über den Bodensee – Regie: Claus Peymann und Wolfgang Wiens
- Schaubühne am Halleschen Ufer Berlin – Bertolt Brecht – Die Mutter – Regie: Wolfgang Schwiedrzik, Frank-Patrick Steckel und Peter Stein
- Deutsches Schauspielhaus Hamburg – Christopher Hampton – Der Menschenfreund – Regie: Dieter Dorn
- Bayerisches Staatsschauspiel München – Anton P. Tschechow – Der Kirschgarten – Regie: Rudolf Noelte
- Münchner Kammerspiele – Bertolt Brecht – Leben Eduards des Zweiten von England – Regie: Hans Hollmann
- Württembergische Staatstheater Stuttgart – Sean O’Casey – Der Pott – Regie: Peter Zadek
- Theater in der Josefstadt Wien – Gotthold Ephraim Lessing – Emilia Galotti – Regie: Fritz Kortner

## 9. Theatertreffen 1972
- Basler Theater – Anton P. Tschechow – Die Möwe – Regie: Jan Kačer
- Schaubühne am Halleschen Ufer Berlin – Henrik Ibsen – Peer Gynt – Regie: Peter Stein
- Schiller Theater Berlin (Schloßpark-Theater) – August Strindberg – Der Totentanz – Regie: Rudolf Noelte
- Theater Bremen – Rainer Werner Fassbinder – Bremer Freiheit – Regie: Rainer Werner Fassbinder
- Münchner Kammerspiele – Edward Albee – Alles vorbei – Regie: August Everding
- Staatstheater Stuttgart – Samuel Beckett – Warten auf Godot – Regie: Peter Palitzsch
- Wuppertaler Bühnen – Frank Wedekind – Schloß Wetterstein – Regie: Arno Wüstenhöfer
- Theater am Neumarkt Zürich – Peter Handke – Der Ritt über den Bodensee – Regie: Horst Zankl

## 10. Theatertreffen 1973
- Schaubühne am Halleschen Ufer Berlin – Marieluise Fleißer – Fegefeuer in Ingolstadt – Regie: Peter Stein
- Schaubühne am Halleschen Ufer Berlin – Heinrich von Kleist – Prinz Friedrich von Homburg – Regie: Peter Stein
- Schauspielhaus Bochum – William Shakespeare – Der Kaufmann von Venedig Regie: Peter Zadek
- Städtische Bühnen Frankfurt am Main – Henrik Ibsen – Nora – Regie: Hans Neuenfels
- Deutsches Schauspielhaus Hamburg – Thomas Bernhard – Der Ignorant und der Wahnsinnige – Regie: Claus Peymann
- Deutsches Schauspielhaus Hamburg – Franz Xaver Kroetz – Stallerhof – Regie: Ulrich Heising und Karl Kneidl
- Schauspiel Köln – Friedrich Hebbel – Maria Magdalena – Regie: Hansgünther Heyme
- Münchner Kammerspiele – Anton P. Tschechow – Onkel Wanja – Regie: Erwin Axer

## 11. Theatertreffen 1974
- Basler Theater – Frank Wedekind – Frühlings Erwachen – Regie: Niels-Peter Rudolph
- Basler Theater – Arthur Schnitzler – Liebelei – Regie: Hans Hollmann
- Schaubühne am Halleschen Ufer Berlin – Eugene Labiche – Das Sparschwein – Regie: Peter Stein
- Schaubühne am Halleschen Ufer Berlin – Antikenprojekt, erster Abend. Übungen für Schauspieler – Regie: Peter Stein
- Schaubühne am Halleschen Ufer Berlin – Antikenprojekt, zweiter Abend. Euripides: Die Bakchen – Regie: Klaus Michael Grüber
- Schauspielhaus Bochum – Anton P. Tschechow – Die Möwe – Regie: Peter Zadek
- Theater Bremen – Samuel Beckett – Das letzte Band – Regie: Klaus Michael Grüber
- Städtische Bühnen Frankfurt am Main – Peter Martin Lampel – Revolte im Erziehungshaus – Regie: Peter Löscher
- Städtische Bühnen Frankfurt am Main – Frank Wedekind – Frühlings Erwachen – Regie: Peter Palitzsch
- Niedersächsisches Staatstheater Hannover – August Strindberg – Fräulein Julie – Regie: Günter Krämer
- Bayerisches Staatsschauspiel München – Edward Bond – Die See – Regie: Luc Bondy

## 12. Theatertreffen 1975
- Basler Theater – Karl Kraus – Die letzten Tage der Menschheit – Regie: Hans Hollmann
- Schaubühne am Halleschen Ufer Berlin – Heiner Müller – Der Lohndrücker – Regie: Frank-Patrick Steckel
- Schaubühne am Halleschen Ufer Berlin – Maxim Gorki – Sommergäste – Regie: Peter Stein
- Schauspielhaus Bochum – Federico García Lorca – Doña Rosita – Regie: Augusto Fernandes
- Schauspielhaus Bochum – William Shakespeare – König Lear – Regie: Peter Zadek (mit Ulrich Wildgruber in der Titelrolle)
- Düsseldorfer Schauspielhaus – Bertolt Brecht – Die Dreigroschenoper – Regie: Hansjörg Utzerath
- Schauspiel Frankfurt am Main – Bertolt Brecht – Baal – Regie: Hans Neuenfels
- Deutsches Schauspielhaus Hamburg – Molière – Der Menschenfeind – Regie: Rudolf Noelte
- Deutsches Schauspielhaus Hamburg – Henrik Ibsen – Die Wildente – Regie: Peter Zadek
- Staatstheater Stuttgart – Eugène Ionesco – Die kahle Sängerin – Tristan Remy – Clownnummern – Regie: Alfred Kirchner

## 13. Theatertreffen 1976
- Grips Theater Berlin – Volker Ludwig und Detlef Michel – Das hältste ja im Kopf nicht aus – Regie: Wolfgang Kolneder
- Schaubühne am Halleschen Ufer Berlin – Empedokles. Hölderlin lesen – Regie: Klaus Michael Grüber
- Schiller Theater Berlin (Schloßpark-Theater) – Anton P. Tschechow – Onkel Wanja – Regie: Niels-Peter Rudolph
- Schauspiel Frankfurt am Main – Pierre Carlet de Marivaux – Die Unbeständigkeit der Liebe – Regie: Luc Bondy
- Schauspiel Frankfurt am Main – David Rudkin – Vor der Nacht – Regie: Peter Löscher
- Deutsches Schauspielhaus Hamburg – Heiner Müller – Die Schlacht – Regie: Ernst Wendt
- Münchner Kammerspiele – George Bernard Shaw – Der Arzt am Scheideweg – Regie: Rudolf Noelte
- Staatstheater Stuttgart – Botho Strauß – Bekannte Gesichter, gemischte Gefühle – Regie: Niels-Peter Rudolph
- Staatstheater Stuttgart – Heinrich von Kleist – Das Käthchen von Heilbronn oder Die Feuerprobe – Regie: Claus Peymann
- Theater am Neumarkt Zürich – Friedrich Wolf – Cyankali – Regie: Dieter Reible

## 14. Theatertreffen 1977
- Schaubühne am Halleschen Ufer Berlin – Shakespeare's Memory – Regie: Peter Stein
- Schiller Theater Berlin – Henrik Ibsen – Hedda Gabler – Regie: Niels-Peter Rudolph
- Schauspielhaus Bochum – Atlantis. Ein Gruppenprojekt – Regie: Augusto Fernandes
- Schauspielhaus Bochum – Henrik Ibsen – Hedda Gabler – Regie: Peter Zadek
- Schauspiel Frankfurt am Main – Euripides – Medea – Regie: Hans Neuenfels
- Deutsches Schauspielhaus Hamburg – William Shakespeare – Othello – Regie: Peter Zadek (mit Ulrich Wildgruber in der Titelrolle und Eva Mattes als Desdemona)
- Deutsches Schauspielhaus Hamburg – Karl Valentin – Zwangsvorstellungen – Regie: Ulrich Heising
- Münchner Kammerspiele – Gotthold Ephraim Lessing – Minna von Barnhelm – Regie: Dieter Dorn
- Staatstheater Stuttgart – Carlo Goldoni – Der Diener zweier Herren – Regie: Niels-Peter Rudolph
- Staatstheater Stuttgart – Johann Wolfgang von Goethe – Faust. Der Tragödie Erster Teil – Regie: Claus Peymann und Achim Freyer
- Staatstheater Stuttgart – Johann Wolfgang von Goethe – Faust. Der Tragödie zweiter Teil Regie: Claus Peymann und Achim Freyer

## 15. Theatertreffen 1978
- Freie Volksbühne Berlin – Gerhart Hauptmann – Die Ratten – Regie: Rudolf Noelte
- Schaubühne am Halleschen Ufer Berlin – Botho Strauß – Trilogie des Wiedersehens – Regie: Peter Stein
- Schaubühne am Halleschen Ufer Berlin – Winterreise. Textfragmente aus Hölderlins Roman Hyperion oder Der Eremit in Griechenland – Regie: Klaus Michael Grüber
- Düsseldorfer Schauspielhaus – Friedrich Schiller – Kabale und Liebe – Regie: Roland Schäfer
- Schauspiel Frankfurt am Main – Ernst Barlach – Der arme Vetter – Regie: Frank-Patrick Steckel
- Deutsches Schauspielhaus Hamburg – Henrik Ibsen – Gespenster – Regie: Luc Bondy
- Deutsches Schauspielhaus Hamburg – Heinrich von Kleist – Prinz Friedrich von Homburg – Regie: Manfred Karge und Matthias Langhoff
- Thalia-Theater Hamburg – Trevor Griffiths (Übersetzung: Elisabeth Plessen) – Komiker – Regie: Peter Zadek
- Staatstheater Stuttgart – Johann Wolfgang von Goethe – Iphigenie auf Tauris – Regie: Claus Peymann
- Staatstheater Stuttgart – Thomas Brasch – Rotter – Regie: Christof Nel
- Staatstheater Stuttgart – Botho Strauß – Trilogie des Wiedersehens – Regie: Niels-Peter Rudolph

## 16. Theatertreffen 1979
- Schaubühne am Halleschen Ufer Berlin – Robert Wilson – Death Destruction & Detroit – Regie: Robert Wilson
- Schaubühne am Halleschen Ufer Berlin – Botho Strauß – Groß und Klein – Regie: Peter Stein
- Schiller Theater Berlin – Friedrich Hölderlin – Die Antigonä des Sophokles – Regie: Niels-Peter Rudolph
- Theater Bremen – Friedrich Hölderlin – Antigonae – Regie: Ernst Wendt
- Theater Bremen – Friedrich Schiller – Maria Stuart – Regie: Nicolas Brieger
- Düsseldorfer Schauspielhaus – Friedrich Schiller – Die Räuber – Regie: Peter Löscher
- Städtische Bühnen Frankfurt am Main – Antigone nach Sophokles / Hölderlin – Regie: Christof Nel
- Münchner Kammerspiele – Botho Strauß – Groß und Klein – Regie: Dieter Dorn
- Münchner Kammerspiele – Thomas Brasch – Lovely Rita – Einrichtung: Ernst Wendt, Hans Kleber, Veronika Dorn und Michael Rüggeberg
- Burgtheater Wien – Gotthold Ephraim Lessing – Emilia Galotti – Regie: Adolf Dresen